# Evghenia Ablovatchi
Evghenia Ablovatchi (* 28. Oktober 1981) ist eine ehemalige moldauische Tennisspielerin.

## Karriere
Ablovatchi spielte vor allem Turniere der ITF Women’s World Tennis Tour, wo sie einen Titel im Doppel gewinnen konnte.
1998 und 1999 trat sie für die Moldauische Billie-Jean-King-Cup-Mannschaft an. Dort hat sie bei zwei Nominierungen bei acht Einzeln und sechs Doppel eine Bilanz von sieben Siegen und sieben Niederlagen, davon vier Siege im Einzel und drei im Doppel.

## Turniersiege

### Doppel
| Nr. | Datum         | Turnier    | Kategorie   | Belag | Partnerin          | Finalgegnerinnen                 | Ergebnis |
| --- | ------------- | ---------- | ----------- | ----- | ------------------ | -------------------------------- | -------- |
| 1.  | 20. Juli 2002 | Le Touquet | ITF $10.000 | Sand  | Yevgenia Savranska | Audrey Hernandez Amandine Singla | 6:2, 6:3 |